# Fern Silva
Fern Silva (* 1982 in Hartford) ist ein US-amerikanischer Filmregisseur und Kameramann. Der New Yorker Künstler arbeitet hauptsächlich im 16-mm-Format.

## Leben
Fern Silva wurde 1982 in Hartford, Connecticut, geboren. Seine Film-, Video- und Projektionsarbeiten wurden in Galerien, Museen und bei diversen Festivals gezeigt, unter anderem in Toronto, Berlin, Locarno, Rotterdam, New York (NYCFF), Edinburgh und London. Seine Filme untersuchen Methoden der Narration sowie ethnographische und dokumentarische Formen als Ausgangspunkt für ein strukturelles Experimentieren.
Sein Langfilmdebüt Rock Bottom Riser feierte im März 2021 bei Cinéma du Réel seine Weltpremiere und soll im Juni 2021 im Rahmen der Internationalen Filmfestspiele Berlin in der Sektion Encounters vorgestellt werden. Der Film zeigt, wie Astronomen planen, auf dem heiligsten und höchsten Berg Hawaiis, dem Mauna Kea, das größte Teleskop der Welt zu bauen.

## Filmografie
- 2011: Peril of the Antilles (Kurzdokumentarfilm)
- 2011: Passage Upon the Plume (Kurzdokumentarfilm)
- 2012: Concrete Parlay (Kurzfilm)
- 2013: Tender Feet (Kurzfilm)
- 2015: Wayward Fronds (Kurzdokumentarfilm)
- 2016: Scales in the Spectrum of Space (Kurzdokumentarfilm)
- 2017: The Watchmen (Kurzfilm)
- 2021: Rock Bottom Riser

## Auszeichnungen
Cinéma du Réel
- 2016: Nominierung für den Kurzfilmpreis (Scales in the Spectrum of Space)
- 2015: Nominierung für den Kurzfilmpreis (Wayward Fronds)

Edinburgh International Film Festival
- 2012: Nominierung als Bester internationaler Kurzfilm (Passage Upon the Plume)